# Tanzánia a 2011-es úszó-világbajnokságon
Tanzánia a 2011-es úszó-világbajnokságon három úszóval vett részt.

## Úszás
Férfi
| Versenyző        | Esemény                      | Selejtező | Selejtező | Elődöntő          | Elődöntő          | Döntő             | Döntő             |
| Versenyző        | Esemény                      | Idő       | Helyezés  | Idő               | Helyezés          | Idő               | Helyezés          |
| ---------------- | ---------------------------- | --------- | --------- | ----------------- | ----------------- | ----------------- | ----------------- |
| Ammaar Ghadiyali | Férfi 50 méteres gyorsúszás  | 29.23     | 103       | Nem jutott tovább | Nem jutott tovább | Nem jutott tovább | Nem jutott tovább |
| Ammaar Ghadiyali | Férfi 100 méteres gyorsúszás | 1:03.98   | 99        | Nem jutott tovább | Nem jutott tovább | Nem jutott tovább | Nem jutott tovább |

Női
| Versenyző       | Esemény                      | Selejtező | Selejtező | Elődöntő          | Elődöntő          | Döntő             | Döntő             |
| Versenyző       | Esemény                      | Idő       | Helyezés  | Idő               | Helyezés          | Idő               | Helyezés          |
| --------------- | ---------------------------- | --------- | --------- | ----------------- | ----------------- | ----------------- | ----------------- |
| Magdalena Moshi | Női 50 méteres gyorsúszás    | 30.01     | 61        | Nem jutott tovább | Nem jutott tovább | Nem jutott tovább | Nem jutott tovább |
| Magdalena Moshi | Férfi 100 méteres gyorsúszás | 1:05.39   | 64        | Nem jutott tovább | Nem jutott tovább | Nem jutott tovább | Nem jutott tovább |
| Gouri Kotecha   | Férfi 100 méteres gyorsúszás | DNS       | DNS       | Nem jutott tovább | Nem jutott tovább | Nem jutott tovább | Nem jutott tovább |
| Gouri Kotecha   | Férfi 200 méteres gyorsúszás | DNS       | DNS       | Nem jutott tovább | Nem jutott tovább | Nem jutott tovább | Nem jutott tovább |